# 弘道府
弘道府（越南语：／）是越南阮朝時期的一個府，主要位於今天檳椥省。原屬永隆省弘安府。
明命十八年（1837年），析弘安府增設弘道府，領保佑縣、保安縣二縣。
紹治三年（1843年），改弘道府為弘治府。